# スートル、ネ・ウルトラ・クレピダム

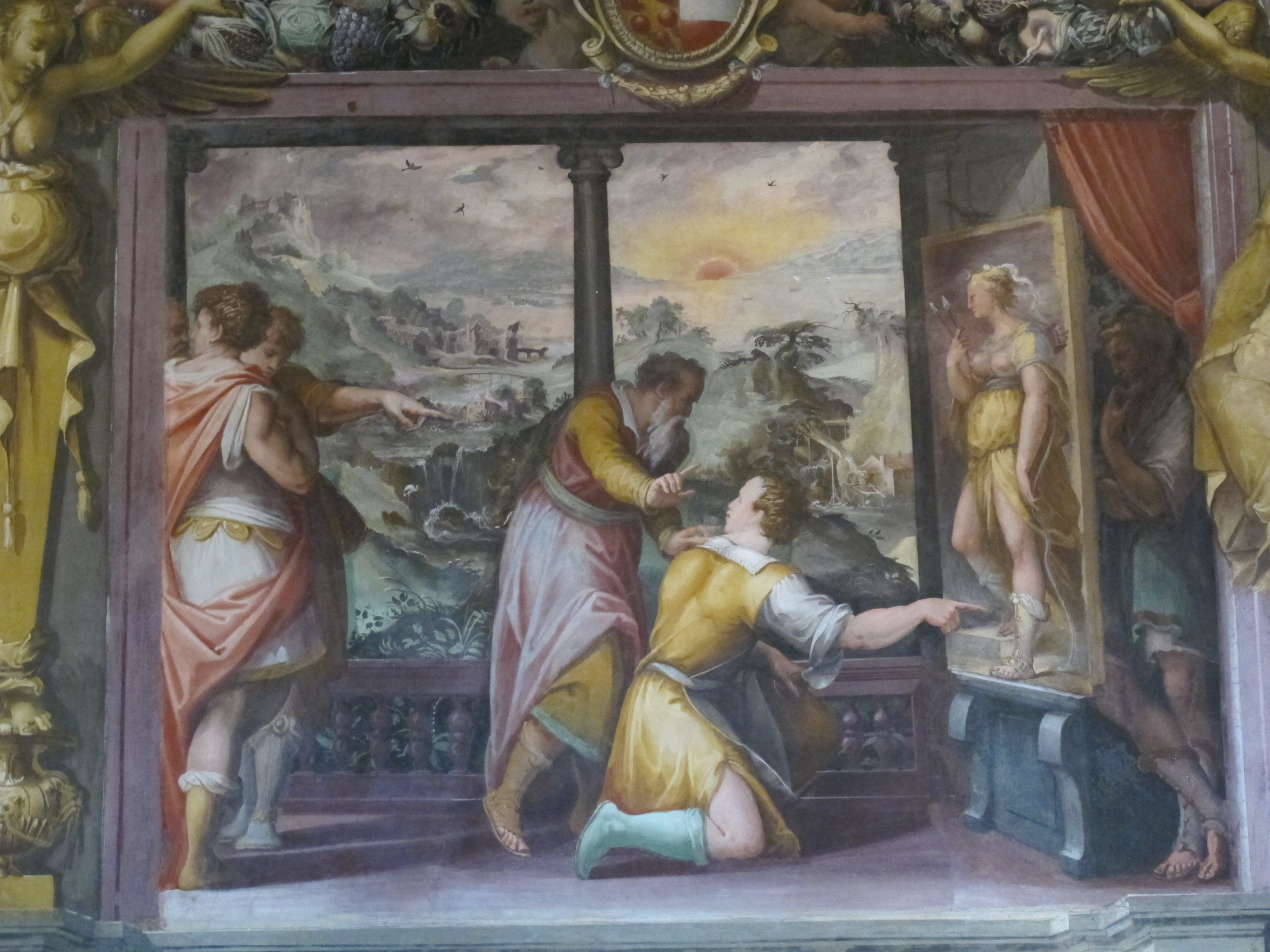
ジョルジョ・ヴァザーリ画『アペレスの物語』(storie di apelle)

スートル、ネ・ウルトラ・クレピダム（ラテン語: Sutor, ne ultra crepidam、古典読み: スートル、ネー・ウルトラー・クレピダム）は、ラテン語の格言である。「靴屋よ、靴を超えるな」という意味で、自分の専門外のことに判断を下すなという警句として使われる。この格言から、専門外のことに意見や助言をすることを英語で「ウルトラクレピダリアニズム」(ultracrepidarianism)というようになった。
この格言の由来については、大プリニウスの『博物誌』35巻の、画家アペレスに関する記述にある。アペレスには、描いた絵を表に掲示して、通行人のコメントを隠れて聞くという習慣があった。ある時、描かれているサンダル(crepida)の欠点を靴職人(sutor)が指摘したため、アペレスはその夜のうちにそれを修正した。それに気を良くした靴職人は、今度は描かれている脚の欠点について指摘し始めた。すると、隠れてそれを聞いていたアペレスが現れて、"ne supra crepidam sutor iudicaret"（靴屋は靴より上のことを判断するべきではない）と言ったという。大プリニウスはこの言葉が格言となって残ったとし、アペレスのことを気に入っていたアレクサンドロス3世に対しても、弟子たちに笑われるから絵について語るのを止めてくれるよう頼んだエピソードを記している。
ルネサンス期に古代の美術に関心が持たれるようになると、この格言が再び使われるようになった。
関連する英語のことわざに、A cobbler should stick to his last（靴職人は自分の靴型に従うべきだ）がある。ロシア語では、アレクサンドル・プーシキンによるこの話を元にした詩の一節"Суди, дружок, не свыше сапога"（相棒よ、靴の上を判断するな）が使われる。スペイン語には、"Zapatero, a tus zapatos"（靴屋よ、自分の靴に気を配れ）ということわざがある。
カール・マルクスは『資本論』において、これは手工業の時代のネク・プルス・ウルトラな知恵であり、時計職人のワットが蒸気機関を、床屋のアークライトが水力紡績機を、宝石職人のフルトンが蒸気船を発明した今となっては、全くのナンセンスになったと述べている。

## ウルトラクレピダリアニズム
ウルトラクレピダリアニズム(ultracrepidarianism)は、自分の専門外のことについて意見や助言を行うことを指す英語の単語である。
1819年、イギリスのエッセイスト、ウィリアム・ヘイズリットが『クォータリー・レビュー』誌の編集長ウィリアム・ギフォードに宛てた公開状(A Letter to William Gifford)の中で、"You have been well called an Ultra-Crepidarian critic."（あなたはよくウルトラ＝クレピダリアンな評論家と呼ばれていた）と書いたのが、この言葉が使われた最も古い記録である。その4年後の1823年、ヘイズリットの友人のリー・ハントによる風刺作品"Ultra-Crepidarius: a Satire on William Gifford"（ウルトラ＝クレピダリアス: ウィリアム・ギフォードについての風刺）で再びこの言葉が使われた。